# Golice (gmina Kamnik)
Golice – wieś w Słowenii, w gminie Kamnik. W 2018 roku liczyła 129 mieszkańców.